# Långsele station
Långsele station är en trafikplats i Långsele vid järnvägsknuten för Stambanan genom övre Norrland och Ådalsbanan, cirka 162 kilometer från Ånge station i riktning Boden. Även tågen på Järnvägslinjen Forsmo–Hoting som utgår från Forsmo, 14 km norr om Långsele, använder normalt Långsele som start- och slutstation.

## Historik
Stationen, eller rättare sagt stationsbyggnaden, invigdes och öppnades den 1 oktober 1886 och ligger centralt i Långsele intill ortens lokstall.

### Godstrafik
Det har inte funnits godstrafik till/från Långsele sedan 1997, däremot så används stationen av godståg på Stambanan genom övre Norrland, Ådalsbanan och Järnvägslinjen Forsmo–Hoting. 

### Persontrafik
Ingen av linjerna som passerar Långsele har persontrafik, men vid banarbeten och trafikstörningar på Botniabanan förekommer det att nattåg använder Stambanan genom övre Norrland och därmed passerar Långsele.
| Bana                          | Linje              | Öppnad     | Nedlagd      |
| ----------------------------- | ------------------ | ---------- | ------------ |
| Stambanan genom övre Norrland | Bräcke–Långsele    | 1 okt 1886 | 8 juni 2013  |
| Stambanan genom övre Norrland | Långsele–Vännäs    | 1 okt 1891 | 8 juni 2013  |
| Ådalsbanan                    | Sollefteå–Långsele | 1 okt 1886 | 17 juni 2001 |
| Järnvägslinjen Forsmo–Hoting  | Långsele–Hoting    | 3 dec 1925 | 2 juni 1985  |
| 1.                            |                    |            |              |